# Ministro de Servicios de Inteligencia de Israel
El Ministro de Servicios de Inteligencia de Israel (en hebreo: השר לענייני מודיעין, transliteración: HaSar LeEnyanei Modi'in), también conocido como el Ministro de Inteligencia y Energía Atómica es el jefe político del servicio de inteligencia israelí, aunque la autoridad se comparte con la Oficina del primer ministro. Establecido el 6 de mayo de 2009, el actual ministro es Yisrael Katz.
El ministro está involucrado en asuntos de inteligencia, aunque ninguno de los servicios de inteligencia del país están subordinados al ministerio; el Shabak y el Mossad están subordinados a la Oficina del primer ministro y la Dirección de Inteligencia Militar opera bajo las Fuerzas de Defensa de Israel y el Ministro de Defensa. Un organismo de inteligencia adicional, el Centro de Investigación Política, opera bajo el Ministerio de Relaciones Exteriores.

## Lista de ministros
| N.º | Nombre         | Imagen | Partido   | Duración del mandato    | Duración del mandato    |
| --- | -------------- | ------ | --------- | ----------------------- | ----------------------- |
| 1   | Dan Meridor    |        | Likud     | 6 de mayo de 2009       | 18 de marzo de 2013     |
| 2   | Yuval Steinitz |        | Likud     | 18 de marzo de 2013     | 14 de mayo de 2015      |
| 3   | Yisrael Katz   |        | Likud     | 14 de mayo de 2015      | 17 de mayo de 2020      |
| 4   | Eli Cohen      |        | Likud     | 17 de mayo de 2020      | 13 de junio de 2021     |
| 5   | Elazar Stern   |        | Yesh Atid | 13 de junio de 2021     | 29 de diciembre de 2022 |
| 6   | Yariv Levin    |        | Likud     | 29 de diciembre de 2022 | 2 de enero de 2023      |
| 7   | Gila Gamliel   |        | Likud     | 2 de enero de 2023      | En el cargo             |